# クルト・クニスペル

クルト・クニスペル（Kurt Knispel, 1921年9月20日 - 1945年4月30日）は、第二次世界大戦期のドイツ国防軍の軍人。最終階級はドイツ国防軍曹長。戦車長として第二次世界大戦に従軍し、この大戦で最多の敵戦車撃破168両の記録を残した。（砲手として126両、戦車長として42両、非公式も含めると195両以上と言われる。）

## 経歴

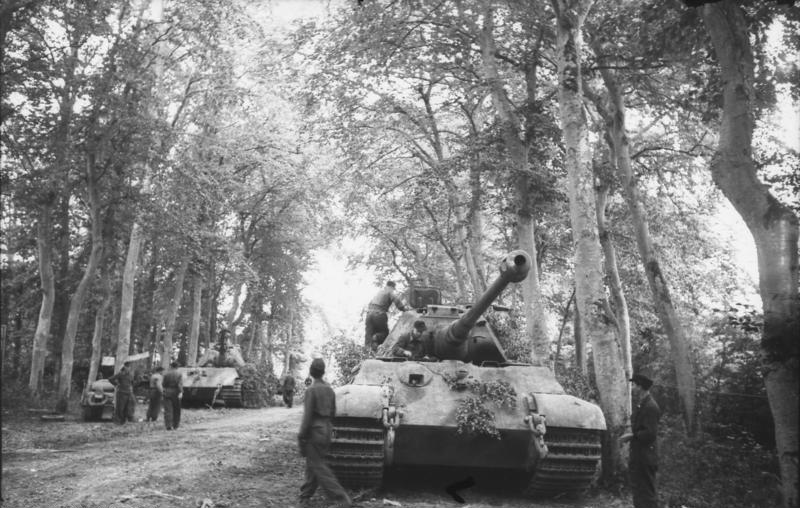
第503重戦車大隊のティーガーII戦車（1944年7月、フランス）

ズデーテン地方のザリスフェルト（現チェコ共和国ズラテー・ホリ）に生まれる。第二次世界大戦中の1940年5月15日、ザガンの戦車訓練大隊に入営した。同年10月に第12装甲師団に配属となり、IV号戦車の搭乗員(砲手)として東部戦線で戦った。1941年から42年にかけてのソビエト軍の反攻に対する撤退戦で、クニスペルは多数の戦車や敵車両を破壊した。1942年5月、クニスペルの部隊は長砲身型のIV号戦車F2型（後のG型）を装備する部隊に再編され、第13装甲師団の所属となり、1942年8月より第4装甲軍の指揮下でブラウ作戦に参加した。1942年11月19日、病気療養のため野戦病院に後送された。
復帰後、クニスペルはティーガーIの訓練課程を修了し、1943年4月には第503重戦車大隊第1中隊に配属された。1943年7月から8月にかけて、ツィタデレ作戦で敵戦車27両を撃破し、一級鉄十字章を授与されている。通算101両目の敵戦車撃破を記録したのちの1944年4月25日、国防軍報に名前とともに報じられ、同年5月20日にはドイツ十字章金章を受章した。
同年6月よりクニスペルは第503重戦車大隊に新たに配備されたティーガーIIの戦車長となり、同年夏のノルマンディー上陸作戦により西部戦線に展開した連合軍との戦闘に投入された。その後第503重戦車大隊はドイツ国内で再編を受け、10月からはハンガリー方面に配備され、デブレツェンの戦いでソ連赤軍と交戦した。
終戦直前の1945年4月30日（クニスペル最後の戦車に同乗していたルドルフ・バルト(Rudolf Barth)の日誌から判明）、チェコ南部でのソ連軍との戦闘で乗車するティーガーIIに敵弾が命中し、搭載していた弾薬が爆発、破片による頭部重傷を負い、2時間後に野戦病院にて戦死した
。
2012年にチェコの愛好家グループによってクニスペルがヴルヴォヴェツ村に埋葬されている事がつきとめられ、2013年には博物館の調査員によってクニスペルと他十数名のドイツ兵の遺体が発見された
。2014年に、ドイツ戦争墓地維持国民同盟の仲介によりクニスペルの遺体はブルノの戦没者墓地に正式に埋葬された。